# Australska burza vrijednosnih papira
Australska burza vrijednosnih papira (engl. Australian Securities Exchange) primarna je burza Australije. Osnovana je 1987. godine sa sjedištem u Sydneyu, kroz spajanjem šest burzâ smještenih u glavnim gradovima australskih saveznih država.

## Vanjske poveznice
- Službene stranice Australske burze